# Atlantic and Danville Railway
L'Atlantic & Danville Railway était une compagnie ferroviaire américaine, créée en 1862, qui exploitait 400 km de voies entre Portsmouth, Virginie, situé sur le port de Hampton Roads, à côté de Norfolk, et jusqu'à Danville.

## Historique
Il comportait un embranchement de 80 km partant de la région d'Emporia vers Claremont sur la James River. Il était loué par la Southern Railway, quand il retrouva son indépendance. Il fut acquis par la Norfolk and Western Railway en 1962, qui le rebaptisa Norfolk, Franklin & Danville (NF&D). La ligne principale reliait Lawrenceville à White City.
En 1982, la Southern Railway et la Norfolk and Western Railway fusionnèrent pour donner la Norfolk Southern Railway (NS).
En 1984, la NF&D disparut à la suite de son intégration à la NS. Il est actuellement exploité par la Norfolk Southern Railway, excepté sur la section Suffolk - Portsmouth, gérée par une petite compagnie, la Commonwealth Railway.